# Augochlora leptoloba
Augochlora leptoloba es una especie de abeja halíctida del género Augochlora y del subgénero monotípico extinto Electraugochlora.

## Historia y clasificación
La especie es conocida por un solo ejemplar hembra, el holotipo, actualmente en la colección privada de Ettore Morone de Turín, Italia, con el número "M-2521". Fue estudiado originalmente por el Dr. Michael S. Engel. Engel publicó la descripción del tipo en el Bulletin of the American Museum of Natural History, volumen 250 publicado en 2000. El nombre del subgénero es una combinación de la palabra latina electrum que quiere decir "ámbar" y Augochlora, el género tipo de la tribu Augochlorini. El nombre específico es una combinación de la palabra griega leptos ("pequeño") y lobos ("lóbulo").

## Descripción
El ejemplar tipo está bien conservado en ámbar dominicano del Mioceno temprano (Burdigaliense) en depósitos de la isla Hispaniola. El holotipo mide 8,5 mm, sin contar las antenas; las alas anteriores miden 4,6 mm. Tiene un color verde metálico opaco con moderados brillos cobrizos en la cabeza. Una zona arriba de la boca es marrón. Las patas son marrones sin brillos visibles y las alas son transparentes con venas marrones. El tórax tiene la misma coloración de la cabeza; la parte ventral del abdomen es marrón y la dorsal es marrón con brillos verdes metálicos. Las patas y los segmentos dorsales están cubiertos de vellos cortos dorados.